# CYP51A1
CYP51A1 (англ. Cytochrome P450 family 51 subfamily A member 1) – білок, який кодується однойменним геном, розташованим у людей на 7-й хромосомі. Довжина поліпептидного ланцюга білка становить 503 амінокислот, а молекулярна маса — 56 806.
| 10         |  | 20         |  | 30         |  | 40         |  | 50         |
| ---------- |  | ---------- |  | ---------- |  | ---------- |  | ---------- |
| MLLLGLLQAG |  | GSVLGQAMEK |  | VTGGNLLSML |  | LIACAFTLSL |  | VYLIRLAAGH |
| LVQLPAGVKS |  | PPYIFSPIPF |  | LGHAIAFGKS |  | PIEFLENAYE |  | KYGPVFSFTM |
| VGKTFTYLLG |  | SDAAALLFNS |  | KNEDLNAEDV |  | YSRLTTPVFG |  | KGVAYDVPNP |
| VFLEQKKMLK |  | SGLNIAHFKQ |  | HVSIIEKETK |  | EYFESWGESG |  | EKNVFEALSE |
| LIILTASHCL |  | HGKEIRSQLN |  | EKVAQLYADL |  | DGGFSHAAWL |  | LPGWLPLPSF |
| RRRDRAHREI |  | KDIFYKAIQK |  | RRQSQEKIDD |  | ILQTLLDATY |  | KDGRPLTDDE |
| VAGMLIGLLL |  | AGQHTSSTTS |  | AWMGFFLARD |  | KTLQKKCYLE |  | QKTVCGENLP |
| PLTYDQLKDL |  | NLLDRCIKET |  | LRLRPPIMIM |  | MRMARTPQTV |  | AGYTIPPGHQ |
| VCVSPTVNQR |  | LKDSWVERLD |  | FNPDRYLQDN |  | PASGEKFAYV |  | PFGAGRHRCI |
| GENFAYVQIK |  | TIWSTMLRLY |  | EFDLIDGYFP |  | TVNYTTMIHT |  | PENPVIRYKR |
| RSK        |  |            |  |            |  |            |  |            |

A: Аланін

C: Цистеїн

D: Аспарагінова кислота

E: Глутамінова кислота

F: Фенілаланін

G: Гліцин

H: Гістидин

I: Ізолейцин

K: Лізин

L: Лейцин

M: Метіонін

N: Аспарагін

P: Пролін

Q: Глутамін

R: Аргінін

S: Серин

T: Треонін

V: Валін

W: Триптофан

Кодований геном білок за функцією належить до оксидоредуктаз. 
Задіяний у таких біологічних процесах, як метаболізм ліпідів, метаболізм холестеролу, метаболізм стероїдів, метаболізм стеролів, біосинтез ліпідів, біосинтез холестеролу, біосинтез стероїдів, біосинтез стеролів, альтернативний сплайсинг. 
Білок має сайт для зв'язування з іонами металів, іоном заліза, гемом, НАДФ. 
Локалізований у мембрані, ендоплазматичному ретикулумі, мікросомах.